# 장크트마르그레텐역
장크트마르그레텐역(독일어: Bahnhof St. Margrethen)은 스위스 장크트갈렌주의 장크트마르그레텐에 있는 기차역이다. 이 역은 쿠어-로르샤흐선의 중간 정류장이자 오스트리아로 향하는 장크트 마르그레텐-라우터라흐선의 서쪽 종점이다.

## 운행편
2021년 12월 시간표 변경에 따라 장크트마르그레텐에서 다음 서비스가 정차한다.
- 유로시티 : 취리히 중앙역과 뮌헨 중앙역 사이를 하루에 6번 운행한다.
- 인터레기오 : 취리히 중앙역과 쿠어 사이를 매시간 운행한다.
- 장크트갈렌 S-반 :
  - S2 : 네슬라우- 노이 장크트 요한과 알트슈테텐 SG 사이에 매시간 운행.
  - S4 : 장크트갈렌 및 자르간스 방면 매시간 운행(순환 운행).
  - S5 : 바인펠덴까지 매시간 운행.
  - S7 : 주말에는 로만스호른과 린다우-로이틴 사이에 2시간 간격 운행
- 포어아를베르크 S-반 S3: 평일에는 브레겐츠까지 30분 간격으로 운행. 서비스는 주말에 매시간 운행.